# Aminu Umar
Aminu Umar (Abuya, 6 de marzo de 1995) es un futbolista nigeriano. Juega de extremo y su equipo actual es el Miracle Degirmenlik S. K. de Chipre.

## Clubes
| Club                      | País    | Año       |
| ------------------------- | ------- | --------- |
| Wikki Tourists            | Nigeria | 2011-2013 |
| Samsunspor                | Turquía | 2013-2014 |
| Osmanlıspor F. K.         | Turquía | 2015-2019 |
| Çaykur Rizespor (cedido)  | Turquía | 2018-2019 |
| Çaykur Rizespor           | Turquía | 2019-2022 |
| Bodrumspor                | Turquía | 2023      |
| Bandırmaspor              | Turquía | 2023      |
| Tuzlaspor                 | Turquía | 2023-2024 |
| Miracle Degirmenlik S. K. | Chipre  | 2024-     |

## Palmarés

### Campeonatos internacionales
| Título           | Club                 | País   | Año  |
| ---------------- | -------------------- | ------ | ---- |
| Juegos Olímpicos | Selección de Nigeria | Brasil | 2016 |